# Motocyklowe Grand Prix Japonii 1998
Motocyklowe Grand Prix Japonii 1998 – pierwsza eliminacja Motocyklowych Mistrzostw Świata, rozegrana 3 - 5 kwietnia 1998 na torze Suzuka w Suzuce.

## Opis weekendu Grand Prix

### Wyniki 500 cm³
| Legenda oznaczeń w tabelach wyników Wyświetl szablon na nowej stronie | Legenda oznaczeń w tabelach wyników Wyświetl szablon na nowej stronie                                                                     |
| Oznaczenie                                                            | Wyjaśnienie |
| --------------------------------------------------------------------- | --- |
| Złoty                                                                 | Zwycięzca lub mistrzostwo |
| Srebrny                                                               | 2. miejsce lub wicemistrzostwo |
| Brązowy                                                               | 3. miejsce lub II wicemistrzostwo |
| Zielony                                                               | Ukończył, punktował (w klasyfikacji generalnej, gdy zdobył co najmniej jeden punkt na przestrzeni sezonu, poza trzema powyższymi opcjami) |
| Niebieski                                                             | Ukończył, nie punktował (w klasyfikacji generalnej, gdy nie zdobył co najmniej jednego punktu na przestrzeni sezonu)                      |
| Czerwony                                                              | Nie zakwalifikował się (NZ) |
| Czerwony                                                              | Nie prekwalifikował się (NPK) |
| Różowy                                                                | Nie ukończył (NU) |
| Różowy                                                                | Niesklasyfikowany (NS) (w klasyfikacji generalnej, gdy nie został sklasyfikowany w żadnym wyścigu sezonu)                                 |
| Czarny                                                                | Zdyskwalifikowany (DK) |
| Czarny                                                                | Wykluczony (WYK/EX) |
| Biały                                                                 | Nie wystartował (NW) |
| Biały                                                                 | Kontuzjowany (K/INJ) |
| Biały                                                                 | Wyścig odwołany (OD/C) |
| Bez koloru                                                            | Został wycofany (WYC/WD) |
| Bez koloru                                                            | Nie przybył (NP/DNA) |
| Bez koloru                                                            | Nie brał udziału w treningach (NT/DNP) |
| Bez koloru                                                            | Nie został zgłoszony (–) |
| Pogrubienie                                                           | Start z pole position |
| Kursywa                                                               | Najszybsze okrążenie wyścigu |
| †                                                                     | Nie ukończył, ale jego rezultat został zaliczony ze względu na przejechanie więcej niż 90% dystansu wyścigu.                              |
| *                                                                     | Sezon w trakcie |
| 1/2/3                                                                 | Punktowana pozycja w sprincie kwalifikacyjnym                                                                                             |
| Lista systemów punktacji Formuły 1                                    | |

#### Sesje treningowe
| Sesja | Nr | Kierowca       | Konstruktor | Czas     |
| ----- | -- | -------------- | ----------- | -------- |
| 1     | 1  | Michael Doohan | Honda       | 2:07.896 |
| 2     | 1  | Michael Doohan | Honda       | 2:07.402 |

#### Wyścig[4]
| Pozycja | Motocyklista             | Motocykl  | Czas / Strata | Punkty |
| ------- | ------------------------ | --------- | ------------- | ------ |
| 1       | Max Biaggi               | Honda     | 44:59,478     | 25     |
| 2       | Tadayuki Okada           | Honda     | +5,416        | 20     |
| 3       | Noriyuki Haga            | Yamaha    | +5,502        | 16     |
| 4       | Àlex Crivillé            | Honda     | +10,532       | 13     |
| 5       | Kyoji Namba              | Yamaha    | +10,879       | 11     |
| 6       | Nobuatsu Aoki            | Suzuki    | +13,479       | 10     |
| 7       | Alex Barros              | Honda     | +20,266       | 9      |
| 8       | Carlos Checa             | Honda     | +20,439       | 8      |
| 9       | Simon Crafar             | Yamaha    | +20,773       | 7      |
| 10      | Sete Gibernau            | Honda     | +47,101       | 6      |
| 11      | Kenny Roberts Jr.        | Modenas   | +1:13,558     | 5      |
| 12      | Doriano Romboni          | Muz-Weber | +1:22,856     | 4      |
| 13      | John Kocinski            | Honda     | +1:24,964     | 3      |
| 14      | Norifumi Abe             | Yamaha    | +1:25,293     | 2      |
| 15      | Juan Borja               | Honda     | +1:59,992     | 1      |
| 16      | Fabio Carpani            | Honda     | +1 okr.       |        |
| NS      | Garry McCoy              | Honda     | wycofał się   |        |
| NS      | Jurgen vd Goorbergh      | Honda     | wycofał się   |        |
| NS      | Ralf Waldmann            | Modenas   | wycofał się   |        |
| NS      | Matt Wait                | Honda     | wycofał się   |        |
| NS      | Michael Doohan           | Honda     | wycofał się   |        |
| NS      | Keiichi Kitagawa         | Suzuki    | wycofał się   |        |
| NS      | Sébastien Gimbert        | Honda     | wycofał się   |        |
| NS      | Scott Smart              | Honda     | wycofał się   |        |
| NW      | Jurgen van den Goorbergh | Honda     | wycofał się   |        |
| NW      | Matt Wait                | Honda     | wycofał się   |        |
| NW      | Keiichi Kitagawa         | Suzuki    | wycofał się   |        |
| NW      | Garry McCoy              | Honda     | wycofał się   |        |
| NW      | Ralf Waldmann            | Modenas   | wycofał się   |        |

#### Najszybsze okrążenie[5]
| Nr | Motocyklista | Konstruktor | Czas     |
| -- | ------------ | ----------- | -------- |
| 6  | Max Biaggi   | Honda       | 2:06.746 |

### Wyniki 250 cm³

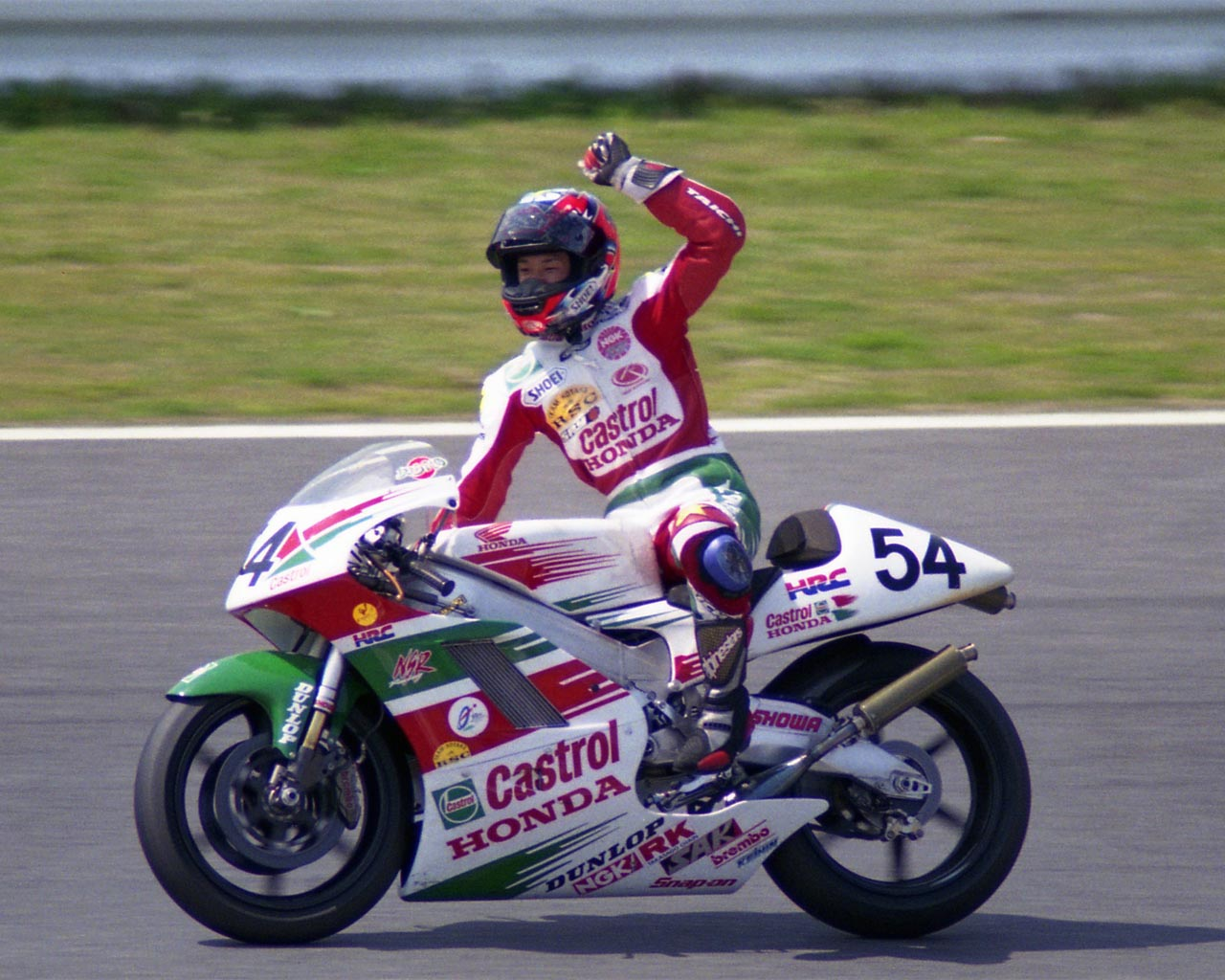
Daijirō Katō po wygraniu wyścigu

| Pozycja | Motocyklista        | Motocykl  | Czas / Strata | Punkty |
| ------- | ------------------- | --------- | ------------- | ------ |
| 1       | Daijirō Katō        | Honda     | 41:17,096     | 25     |
| 2       | Shin’ya Nakano      | Yamaha    | +0,896        | 20     |
| 3       | Naoki Matsudo       | Yamaha    | +0,962        | 16     |
| 4       | Tetsuya Harada      | Aprilia   | +1,094        | 13     |
| 5       | Olivier Jacque      | Honda     | +34,301       | 11     |
| 6       | Yukio Kagatama      | Suzuki    | +37,035       | 10     |
| 7       | Loris Capirossi     | Aprilia   | +37,104       | 9      |
| 8       | José Luis Cardoso   | Yamaha    | +43,094       | 8      |
| 9       | Noriyasu Numata     | Suzuki    | +43,105       | 7      |
| 10      | Jeremy McWilliams   | TSR-Honda | +43,909       | 6      |
| 11      | Haruchika Aoki      | Honda     | +44,000       | 5      |
| 12      | Stefano Perugini    | Honda     | +44,067       | 4      |
| 13      | Choyun Kameya       | Suzuki    | +44,168       | 3      |
| 14      | Osamu Miyazaki      | Yamaha    | +44,637       | 2      |
| 15      | Takeshi Tsujimura   | Yamaha    | +44,727       | 1      |
| 16      | Makoto Tamada       | Honda     | +53,855       |        |
| 17      | Jurgen Fuchs        | Aprilia   | +1:1,999      |        |
| 18      | Luca Boscoscuro     | TSR-Honda | +1:4,359      |        |
| 19      | Jason Vincent       | TSR-Honda | +1:8,853      |        |
| 20      | Davide Bulega       | Honda     | +1 okr.       |        |
| NS      | Franco Battaini     | Yamaha    | wycofał się   |        |
| NS      | Federico Gartner    | Aprilia   | wycofał się   |        |
| NS      | Valentino Rossi     | Aprilia   | wycofał się   |        |
| NS      | Roberto Rolfo       | TSR-Honda | wycofał się   |        |
| NS      | Yasumasa Hatakeyama | Honda     | wycofał się   |        |
| NS      | Johann Stigefelt    | Suzuki    | wycofał się   |        |
| NS      | Sebastian Porto     | Aprilia   | wycofał się   |        |
| NS      | Tōru Ukawa          | Honda     | wycofał się   |        |
| NW      | Luis d’Antin        | Yamaha    | wycofał się   |        |
| NW      | William Costes      | Honda     | wycofał się   |        |

### Wyniki 125 cm³
| Pozycja | Motocyklista       | Motocykl | Czas / Strata | Punkty |
| ------- | ------------------ | -------- | ------------- | ------ |
| 1       | Kazuto Sakata      | Aprilia  | 41:23,963     | 25     |
| 2       | Tomomi Manako      | Honda    | +0,156        | 20     |
| 3       | Masao Azuma        | Honda    | +0,201        | 16     |
| 4       | Lucio Cecchinello  | Honda    | +2,783        | 13     |
| 5       | Noboyuki Osaki     | Yamaha   | +26,381       | 11     |
| 6       | Gianluigi Scalvini | Honda    | +26,468       | 10     |
| 7       | Hiroyuki Kikuchi   | Honda    | +33,198       | 9      |
| 8       | Masaki Tokudome    | Aprilia  | +33,422       | 8      |
| 9       | Takashi Akita      | Yamaha   | +33,552       | 7      |
| 10      | Marco Melandri     | Honda    | +33,834       | 6      |
| 11      | Frédéric Petit     | Honda    | +34,215 s     | 5      |
| 12      | Yoshiaki Katoh     | Yamaha   | +46,152       | 4      |
| 13      | Angel Nieto Jr     | Aprilia  | +46,574       | 3      |
| 14      | Kazuhiro Takao     | Honda    | +48,281       | 2      |
| 15      | Ivan Goi           | Aprilia  | +59,684       | 1      |
| 16      | Enrique Maturana   | Yamaha   | +1:3,598      |        |
| 17      | José Ramirez       | Aprilia  | +1:12,202     |        |
| 18      | Andrea Ballerini   | Honda    | +1:12,287     |        |
| 19      | Paolo Tessari      | Aprilia  | +1:21,902     |        |
| 20      | Arnaud Vincent     | Aprilia  | +1:28,393     |        |
| 21      | Emilio Alzamora    | Aprilia  | +1:33,214     |        |
| NS      | Mirko Giansanti    | Honda    | wycofał się   |        |
| NS      | Yuzo Fujioka       | Honda    | wycofał się   |        |
| NS      | Roberto Locatelli  | Honda    | wycofał się   |        |
| NS      | Christian Manna    | Yamaha   | wycofał się   |        |
| NS      | Youichi Ui         | Yamaha   | wycofał się   |        |
| NS      | Steve Jenkner      | Aprilia  | wycofał się   |        |
| NS      | Jaroslav Huleš     | Honda    | wycofał się   |        |
| NS      | Gino Borsoi        | Aprilia  | wycofał się   |        |
| NS      | Noboru Ueda        | Honda    | wycofał się   |        |

#### Najszybsze okrążenie[6]
| Nr | Motocyklista | Konstruktor | Czas     |
| -- | ------------ | ----------- | -------- |
| 20 | Masao Azuma  | Honda       | 2:06.746 |